# Enyedi Zsolt
Enyedi Zsolt (Dés, 1967. július 14. –) magyar politológus. A Közép-európai Egyetem professzora.

## Életpályája
Aktívan részt vett a nyolcvanas évek politikai mozgalmaiban (Dialógus békemozgalom, Raoul Wallenberg Egyesület, Phralipe, független diákönkormányzatok), a Fidesz bölcsészkari csoportjának megalakítója, 1990-ben a párt kisebbségi szakértője, a Pro Minoritate alapítvány kuratóriumának tagja.
1992-ben az Amszterdami Egyetemen összehasonlító társadalomtudományokban mesterfokú diplomát kapott. 1993-ban történészi és szociológusi diplomát szerzett az Eötvös Loránd Tudományegyetemen. 1994-ben a Közép-európai Egyetemen politikatudományi mesteri fokozatot nyert el. PhD-t 1998-ban szerzett. 
1993-1996 között a Magyar Tudományos Akadémia Politikatudományi Intézetének tudományos segédmunkatársa. 1995-1998 között a Közép-európai Egyetem (CEU) Politikatudományi Tanszékének kutatási asszisztense. 1998 óta a Közép-európai Egyetem tanára, 2013 óta az egyetem professzora. 1994-1995-ben a leideni egyetemen, 2000–ben a Woodrow Wilson Center-ben (Washington DC), 2000–2001-ben a  Netherlands Institute of Advanced Studyban, 2002–2003-ban a Helen Kellogg Institute-ban (University of Notre Dame), 2005-2007-ben a European University Institute-ban (Firenze, Olaszország), 2014-2015-ben a Johns Hopkins Universityn volt vendégkutató.
2008-2010 között a CEU Politikatudományi Tanszékének vezetője, 2009-2012 között a Magyar Politikatudományi Társaság elnöke, 2010-2012 között a CEU Politikatudományok, Nemzetközi Kapcsolatok és Közpolitika Doktori Iskolájának igazgatója. 2016 óta a CEU rektorhelyettese. 2017-ben a kormánnyal folytatott tárgyalások résztvevője.

## Művei[6]
Politika a kereszt jegyében. Budapest: Osiris, 1998.
The 1994 Elections to the Hungarian Assembly. (Tóka Gáborral szerk.) Berlin: Sigma. 1999.
Authoritarianism and Prejudice. Central European Perspectives. (Erős Ferenccel szerk.) Budapest: Osiris, 1999.
Pártok és pártrendszerek. (Körösényi Andrással) Budapest: Osiris, 2001.
Church and State in Contemporary Europe. The Chimera of Neutrality. John Madeley-vel szerk.)  London: Frank Cass. 2003.
A népakarat dilemmái. Népszavazások Magyarországon és a nagyvilágban. (szerk.) Budapest: DKMKA és Századvég, 2009.
The Structure of Political Competition in Western Europe (Kevin Deegan-Krause-val szerk.), Routledge, 2010.
Új Képlet. Választások Magyarországon 2010-ben (Tardos Róberttel és Szabó Andreával szerk.) Budapest: DKMKA, 2011.
Részvétel, képviselet, politikai változás (Tardos Róberttel és Szabó Andreával szerk.) Budapest: DKMKA, 2011.
Structures and Futures of Europe (Arató Krisztinával és Lux Ágnessel szerk). Budapest: Ad Librum, 2011.
Paternalist Populism and Illiberal Elitism in Central Europe. Journal of Political Ideologies, 2016, 21:1, 9-25.
Party System Closure: Conceptualization, Operationalization, and Validation (Fernando Casal-Bértoával),  Party Politics, 2016, vol. 22, no. 3, 265–277.
The Discreet Charm of Political Parties, Party Politics, 2014, vol. 20, no. 2, 194–204.
The Social and Attitudinal Basis of Political Parties: Cleavage Politics Revisited, European Review, 2008, vol. 16, no. 3, 287-304.
The Role of Agency in Cleavage Formation, European Journal of Political Research, 2005, vol. 44, no. 5, 697-720.

## Díjak, kitüntetések
- Erdei Ferenc-díj (2000)[7]
- Rudolf Wildenmann-díj (2003)[8]
- Bibó István-díj (2004)[9]
- Akadémiai Díj (2020)[10]